# 삼일항
삼일항(三日港)은 1969년 국가 무역항으로 지정되었다. 현재의 1천만 여평의 여수국가산업단지 낙포부두 등 5개 부두를 관리하는 여수시 삼일읍(면) 일원의 해역에  있는 항구였다.
삼일항은 묘도만(猫島灣) 내의 해역이었다. 그러나 1986년 전두환 군사정권이 삼일항을  일방적으로 광양항에 편입하고 법 개정을 하였다. 
지금은 광양만(光陽灣)과 광양항(光陽港)으로 불리고 있다. 군사정권이 주민의견 수렴 절차없이 일방적으로 변경을 하였다.
일방적으로 변경된 광양만(묘도만)은 여수시 해역이 절반 이상을 차지하고 있다. 광양항(삼일항)에 여수시 부두가 여수석유화학국가산업단지 5~8개 있고 광양은 컨테이너 부두이다.
군사정권 시대에 당시 구 여천시 시민들도 인식하지 못한 가운데 이러한 변경이 있었는데 공론화 과정이 필요하다.
항만의 이름은 인근 시군 해역이 연계되어 있을 때 그 해역에 소재하는 도서(섬)명을 따른다. 득량만은 고흥군과 장흥군 그리고 보성군의 해역이 이어져 있는데 이 만에 있는 득량도 이름에 따라 득량만으로 부르고 있다.
이와같이 여자만은 여수시와 고흥군 그리고 보성군과 순천시 해역이 포함되어 이 만에 있는 여자도  이름에 따라 여자만으로 부르고 있다. 마찬가지로 가막만도 여수시와 옛 돌산군 해역이 포함되어 있어 이 만에 있는 가막섬을 이름에 따라 가막만으로 부르고 있다.
따라서 광양만은 여수시 해역이 절반 이상이고 광양시와 순천시 해역이 함께 포함되므로 이 만에 있는 묘도섬 이름에 따라 묘도만(猫島灣)으로 이름을 변경하여야 한다. 아니면 여수광양만 이라고 명칭을 변경하여야 한다. 
또한 광양항에 강제로 편입된 삼일항 해역이 광양시 보다 여수시 면적이 더 넓다. 구 삼일항 부두와 해역을 여수항으로 다시 편입 시키는 것이 바람직하다.